# Фізико-математичний факультет СумДПУ ім. А.С. Макаренка
Фізико-математичний факультет Сумського державного педагогічного університету імені Антона Семеновича Макаренка - один з найстаріших факультетів в університеті.

На цей час діяльність факультету ґрунтується на функціонуванні кафедр математики, інформатики, кафедри фізики та методики навчання фізики.

Факультет готує висококваліфікованих фахівців за трьома спеціальностями: математика (спеціалізації інформатика та економіка), інформатика (спеціалізація математика), фізика (спеціалізації математика та інформатика), економіка. 

## Історична довідка
Фізико-математичний факультет було засновано у 1924 році. 

У міцному та працьовитому колективі факультету від покоління до покоління передаються його традиції та звичаї, створені багатолітньою історією діяльності факультету. Вміння цінувати та поважати щоденну працю колег, мати активну життєву позицію, віддавати себе повністю улюбленій справі, високі моральні та духовні цінності складають основу золотих правил життя факультету. Плекаючи ці заповіти, мудрі професори та  доценти, викладачі, факультету передають їх талановитій молоді – своїм студентам, майбутнім вчителям математики, фізики та інформатики.

На цей час діяльність факультету ґрунтується на функціонуванні кафедр математики, фізики, інформатики та кафедра експериментальної та теоретичної фізики.

Факультет готує висококваліфікованих фахівців за трьома спеціальностями: математика(спеціалізації інформатика та економіка), інформатика(спеціалізація математика), фізика (спеціалізації математика та інформатика). 

Наразі факультет може пишатися не лише творчими викладачами та студентами, але й потужною матеріально-технічною базою. Факультет забезпечено надсучасними комп’ютерними технологіями, функціонує 6 навчальних комп’ютерних класів, 9 лекційних аудиторій оснащено стаціонарними проекторами та мультимедійними дошками. У спеціалізованих кабінетах студенти мають можливість опрацювати науково-методичну, психолого-педагогічну та наукову літературу відповідно до тематики своїх досліджень. Особливу гордість становлять фізичні лабораторії, оснащені останніми новинками наукового фізичного обладнання. Зауважимо, що студенти, які навчаються за спеціальністю «Фізика» (науковий напрям), мають можливість пройти виробничу практику на базі Інституту фізики твердого тіла Національної академії наук України. 

У 1998 році при кафедрі фізики було відкрито аспірантуру за спеціальністю «Фізика твердого тіла». У 2008 році при кафедрі математики відкрита аспірантура за спеціальностями «Алгебра і теорія чисел» та «Теорія і методика навчання математики». 
На базі фізико-математичного факультету плідно працюють наукові лабораторії та проблемні групи: Лабораторія змісту, методів та форм навчання математики, фізики та інформатики; Лабораторія використання ІТ в освіті; дослідження алгебраїчних структур; чисельне моделювання фізичних процесів; дослідження пучків фотонів низьких енергій.

В рамках виконання науково-дослідних колективних тем кафедр факультету й діяльності лабораторій проводяться наукові практичні та методичні семінари, наукові та науково-методичні конференції, присвячені сучасним проблемам фізико-математичної освіти, питанням застосування інформаційних технологій в освіті. 

Кафедрами факультету налагоджено широкі міжнародні зв’язки у галузі фізико-математичної освіти та науки з провідними науковими центрами України та Європи. Укладено довготермінові угоди з Національним педагогічним університетом імені М.П. Драгоманова, Київським національним університетом імені Т. Шевченка, Інститутом прикладної фізики Національної Академії наук України, Інститутом математики Національної академії наук України, Гомельським державним університетом імені Ф. Скорини, Вітебським державним університетом імені П.М. Машерова, Байротським університетом (Німеччина), Польським університетом ім. Я. Кохановського (м. Кельце).

Учні завжди є віддзеркаленням роботи своїх наставників. Сучасне студентство фізико-математичного факультету є активним та свідомим прошарком українського суспільства. Кожен студент фізико-математичного факультету має можливість не тільки одержати якісну фахову освіту, а й повноцінно зануритися у яскраве студентське життя. На факультеті розгорнули активну діяльність проблемні наукові групи, мистецькі гуртки, театральна та журналістська студії, де студенти мають можливість розвивати та вдосконалювати свої здібності. Проявити та продемонструвати їх вони можуть, перш за все, на особливому святі – День фізико-математичного факультету, яке вже понад 30 років збирає небайдужих до факультету. Це свято щирого та сердечного вияву теплих почуттів студентів та викладачів, абітурієнтів та випускників до рідного факультету, який стає для всіх, хто тут хоч раз опинився, другою затишною домівкою!

## Керівний склад фізико-математичного факультету
Декан фізико-математичного факультету

Каленик Михайло Вікторович

Кандидат педагогічних наук, доцент

Заступник декана фізико-математичного факультету

Хворостіна Юрій Вячеславович

Кандидат фізико-математичних наук

Завідувач кафедри математики

Лиман Федір Миколайович

Доктор фізико-математичних наук, професор

Завідувач кафедри фізики та методики навчання фізики

Мороз Іван Олексійович

Доктор педагогічних наук, професор

Завідувач кафедри інформатики

Семеніхіна Олена Володимирівна

Доктор педагогічних наук, професор
Завідувач кафедри бізнес-економіки та адміністрування

Кудріна Ольга Юріївна

Доктор економічних наук, професор

## Фізико-математичний факультет здійснює підготовку фахівців за напрямами

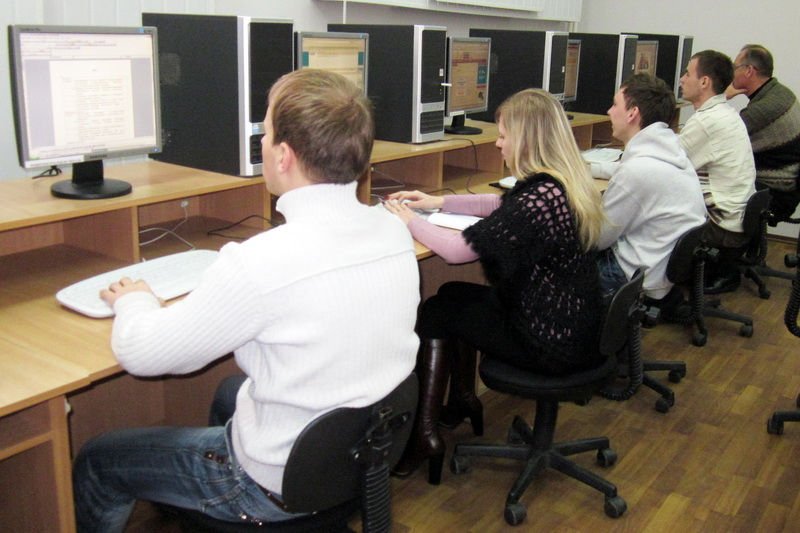
Сучасна матеріально-технічна база

Робочі програми відповідають вимогам освітньо-кваліфікаційної характеристики та освітнім стандартам з відповідного напряму.
Студенти мають можливість стажування у польських університетах та одержати диплом Європейського зразка.

На факультеті відкриті аспірантури з напрямів:
- алгебра і теорія чисел
- фізика твердого тіла
- теорія і методика навчання математики

Тісні зв’язки з Інститутом прикладної фізики дають можливість продовжити наукові дослідження за кордоном.
Одержання кваліфікації спеціаліста і магістра на державному рівні підтримується гарантованим працевлаштуванням.

## Наукова робота

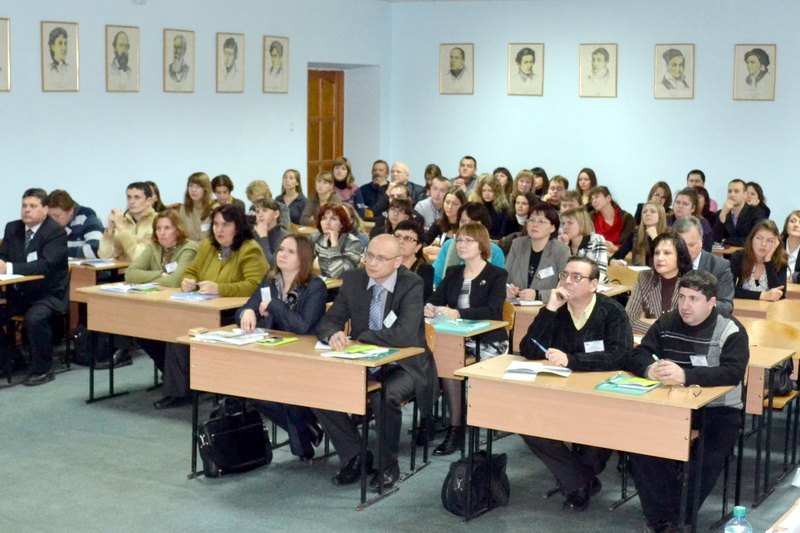
Наукова робота

В рамках виконання науково-дослідних колективних тем кафедр факультету й діяльності лабораторій проводяться наукові практичні та методичні семінари, наукові та науково-методичні конференції, присвячені сучасним проблемам фізико-математичної освіти, питанням застосування інформаційних технологій в освіті. Зокрема, у 1993, 1995, 1997 роках було організовано і проведено міжвузівські науково-методичні конференції з актуальних проблем індивідуалізації і диференціації навчання математики, формування інтелектуальних умінь учнів та студентів та розвиток їх творчої особистості у процесі вивчення математики. У 2001 р. було проведено ІІІ Міжнародну алгебраїчну конференцію. У 2009 - 2012 роках відбулися Всеукраїнська та Міжнародна науково-методичні конференції «Розвиток інтелектуальних умінь і творчих здібностей учнів та студентів у процесі навчання дисциплін природничо-математичного циклу (ІТМ*плюс-2012)». У роботі останньої взяли участь 323 особи, зокрема, 26 докторів наук та професорів, 95 кандидатів наук та доцентів зі США, Болгарії, Росії, Білорусі, України. У 2009 – 2012 роках відбулися Міжрегіональні науково-практичні конференції «Наукова діяльність як шлях формування професійних компетентностей майбутнього фахівця». 

Кафедрами факультету налагоджено широкі міжнародні зв’язки у галузі фізико-математичної освіти та науки з провідними науковими центрами України та Європи. Укладено довготермінові угоди з Національним педагогічним університетом імені М.П. Драгоманова, Київським національним університетом імені Т. Шевченка, Інститутом прикладної фізики Національної Академії наук України, Інститутом математики Національної академії наук України, Гомельським державним університетом імені Ф. Скорини, Вітебським державним університетом імені П.М. Машерова, Байротським університетом (Німеччина), Польським університетом ім. Я. Кохановського (м. Кельце).

## Позанавчальна робота

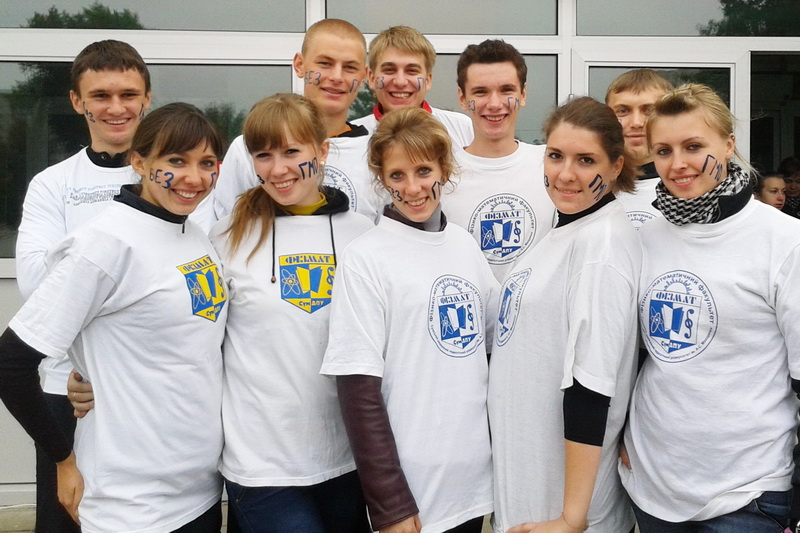
Позанавчальна робота

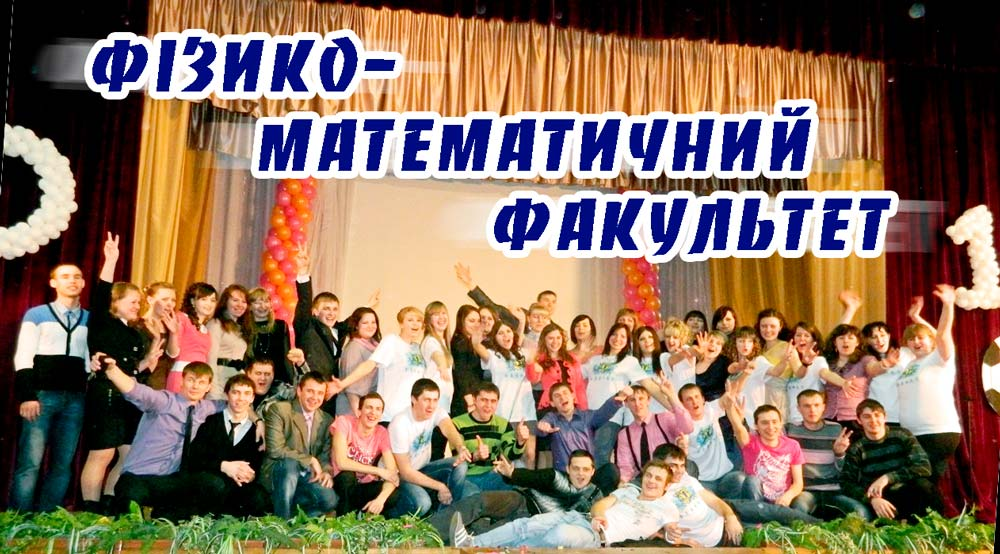
Традиційне свято День факультету

На факультеті розгорнули активну діяльність проблемні наукові групи (комп’ютерна графіка; адміністрування ПК; олімпіадний рух з математики, фізики, інформатики; дослідження алгебраїчних структур; ядерна електроніка та нанотехнологічні дослідження), мистецькі гуртки («Алло, ми шукаємо таланти»; Міс та Містер факультету; КВК; Студентська весна), театральна та журналістська студії, спортивні секції (футзал, баскетбол, волейбол, гандбол; шахи та шашки; легка атлетика та стрільба з лука). Студенти мають можливість розвивати та вдосконалювати свої здібності, а проявити та продемонструвати їх вони можуть, перш за все, на особливому святі – День фізико-математичного факультету, яке вже понад 30 років збирає небайдужих до факультету. Це свято щирого та сердечного вияву теплих почуттів студентів та викладачів, абітурієнтів та випускників до рідного факультету, який стає для всіх, хто тут хоч раз опинився, другою затишною домівкою!